# Pan de millo

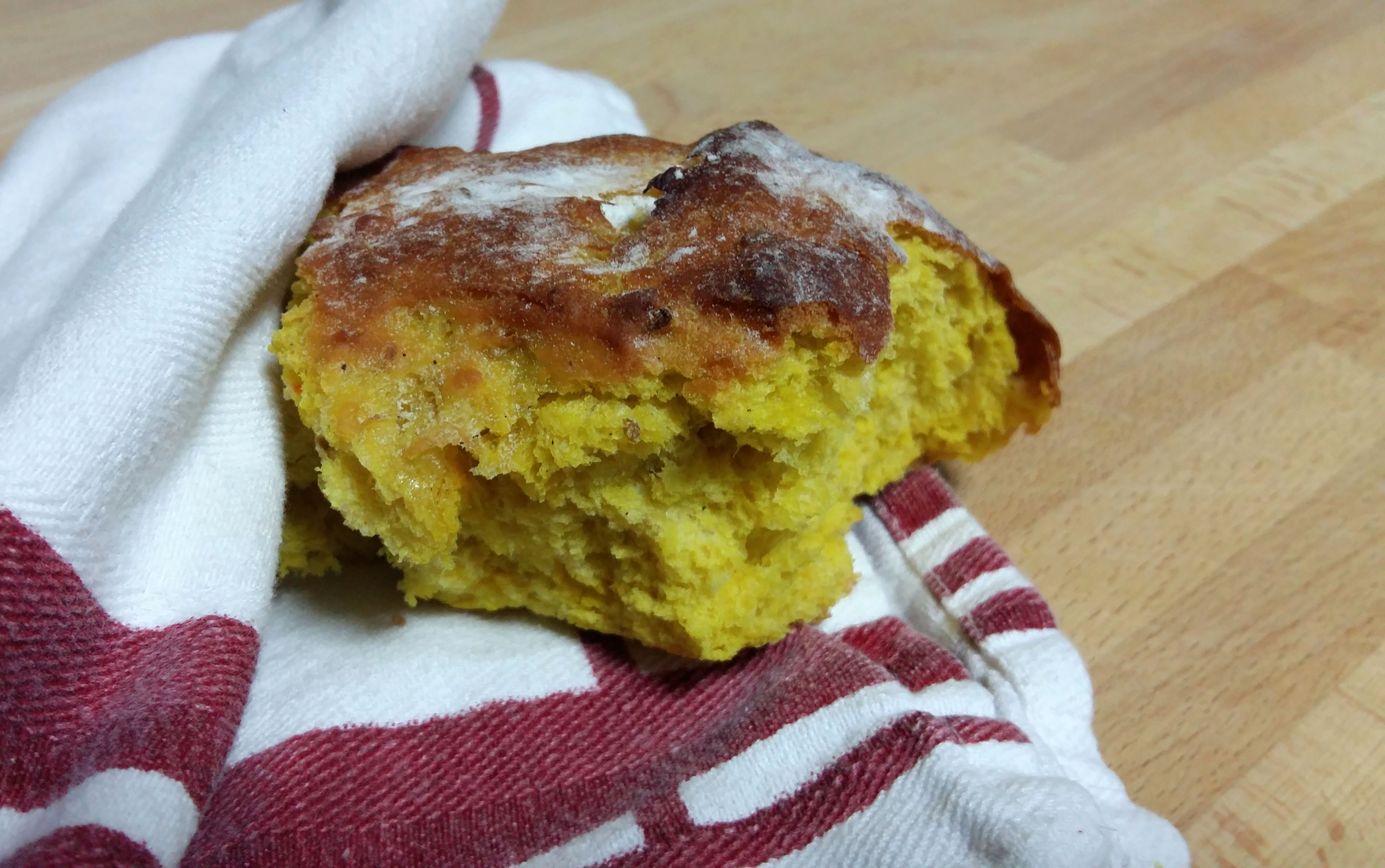
Pan de millo partido.

El pan de millo es un tipo de pan especial que se prepara en algunos pueblos cumbreros y de medianías de Gran Canaria (Islas Canarias).

## Características
Elaborado principalmente con harina de millo y en menor medida harina de trigo, sal y matalahúva. No es un pan de consumo cotidiano, ya que suele elaborarse los fines de semana al igual que otros panes de fiesta grancanarios. Es un pan artesano, amasado a mano y horneado de forma tradicional. La miga es de textura suave, pero de consistencia firme y esponjosa, y tiene un color amarillento muy característico. La forma del pan de millo es redondeada y de aspecto rústico. Suele ser bastante dulzón y sabroso.